# Lechera (recipiente)

Lechera italiana de acero (bidón).

Lechera, como recipiente, denomina a un conjunto de vasijas para transportar la leche, de muy diversa morfología y tamaño, aunque por lo general de forma cónica o cilíndrica. También se llamó así a las cántaras de leche.

## Uso

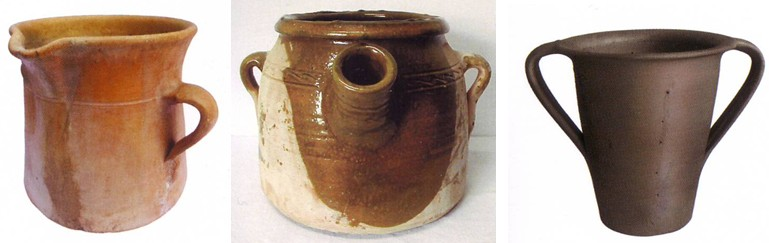
Recipientes de la alfarería tradicional española usados para ordeñar, almacenar, conservar o tratar leche de cabra, oveja y ganado mayor, y sus derivados: suero, queso, requesón, nata, etc. De izq. a dcha: herrada de Lloseta (Mallorca), jarro de ordeño de Segorbe (Castellón), y quesera asturiana, alfarería negra de Llamas del Mouro (Cangas de Narcea).

Los estudios arqueológicos, antropológicos y etnográficos permiten suponer que las lecheras de la Antigüedad eran vasijas o cubetas de madera, como las de uso popular para acarrear el agua, sistema de transporte que en las zonas rurales de Europa perduraría hasta comienzos del siglo xx. En España, y de entre esa amplia galería de recipientes y contenedores, y además de las vasijas como el cántaro lechero, podrían mencionarse piezas más curiosas, como la herrada, típica en las culturas de pastoreo (ovejas, cabras) y explotación de ganado vacuno, como recipiente de ordeño. o la sella, común desde Galicia al conjunto etnográfico de los valles pirenaicos, tanto en España como en Francia.

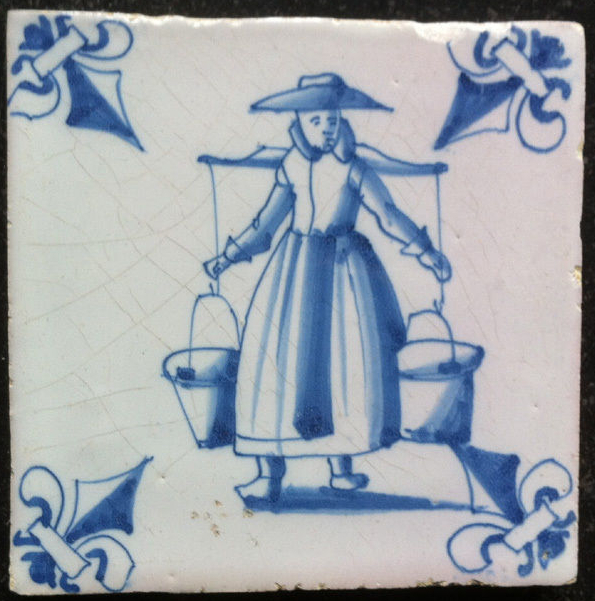
Azulejo de Delft, hacia 1700. Mujer transportando leche.

Tradicionalmente, la leche se recogía y distribuía en baldes con o sin tapa y un asa u otros tipos de recipientes abiertos, como los cántaros que transportaban las mujeres sobre la cabeza o los animales de carga en sus acémilas; o bien se llevaban en cubos pendiendo de los extremos de un tipo ligero de yugo de madera. Con la industrialización de la agricultura y el ferrocarril, los productores lácteos diseñaron diversos modelos de barriles, pequeños toneles y similares recipientes cilíndricos con capacidad para unos 65 litros, que a partir de la década de 1850 se fueron sustituyendo por contenedores metálicos.

## Tipología y evolución
La abundante iconografía de los recipientes dedicados a la explotación y comercio de la leche permite seleccionar una muy elemental muestra de la evolución de las lecheras:

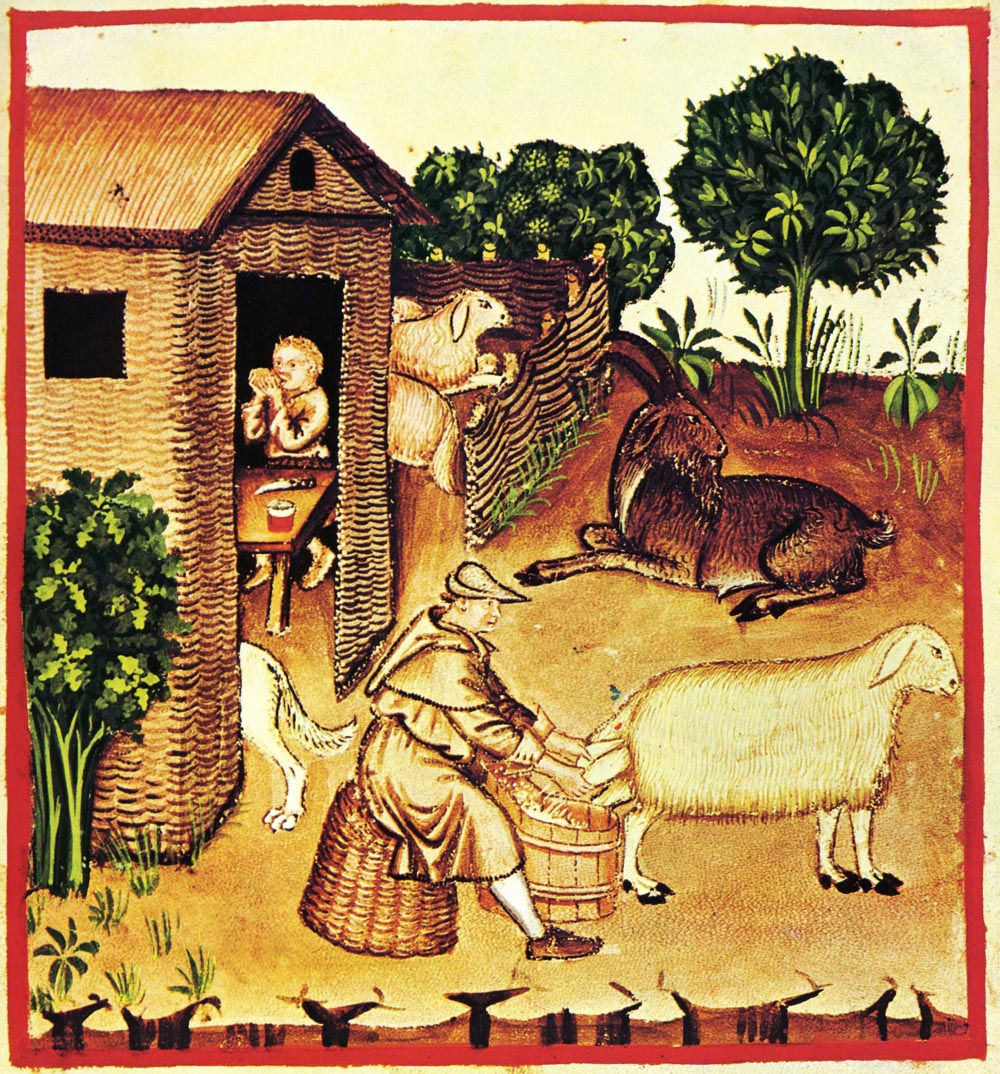
Ilustración del "Tacuinum Sanitatis" (siglo XIV). Biblioteca Casanatensis, Roma).
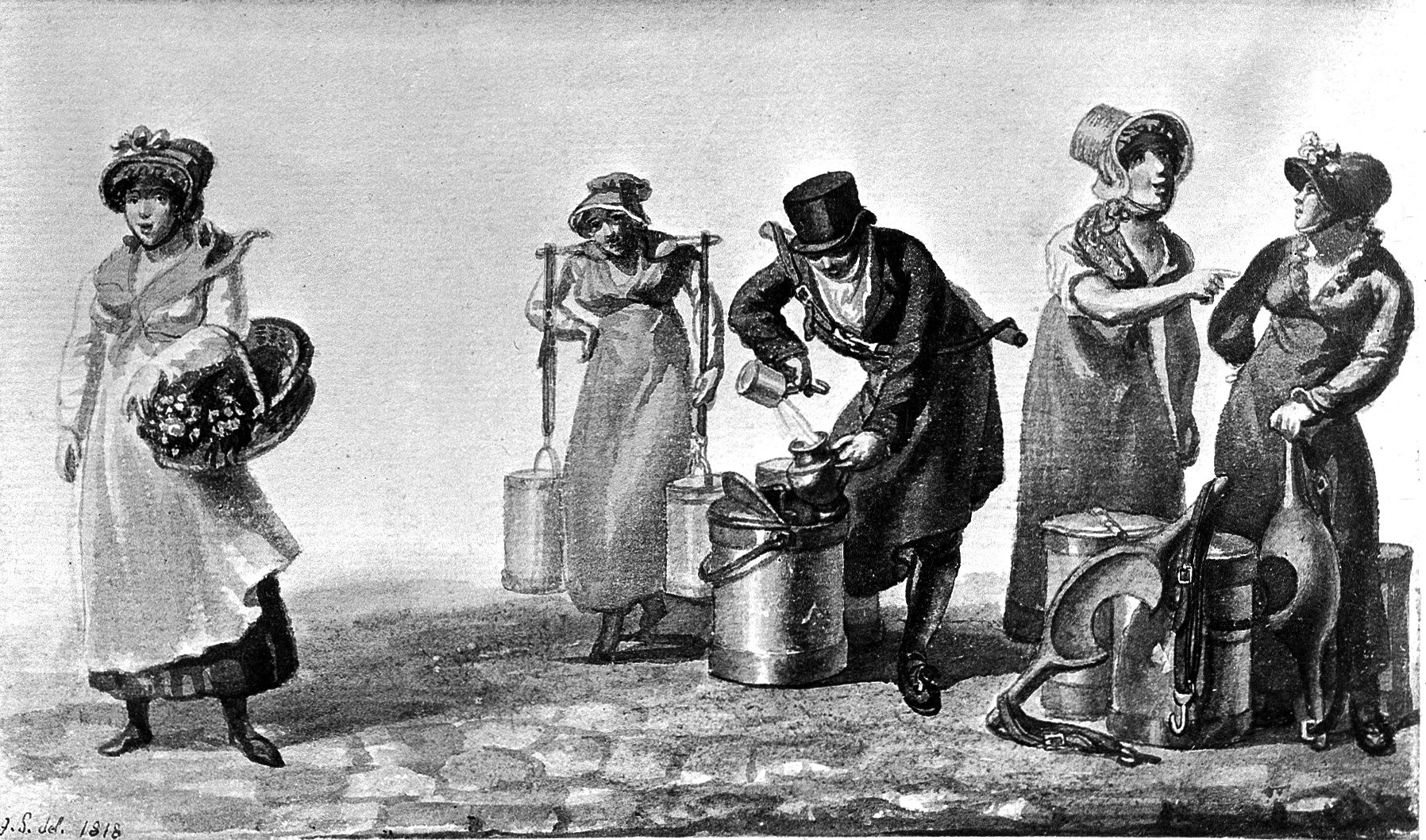
Reparto de leche en 1818.
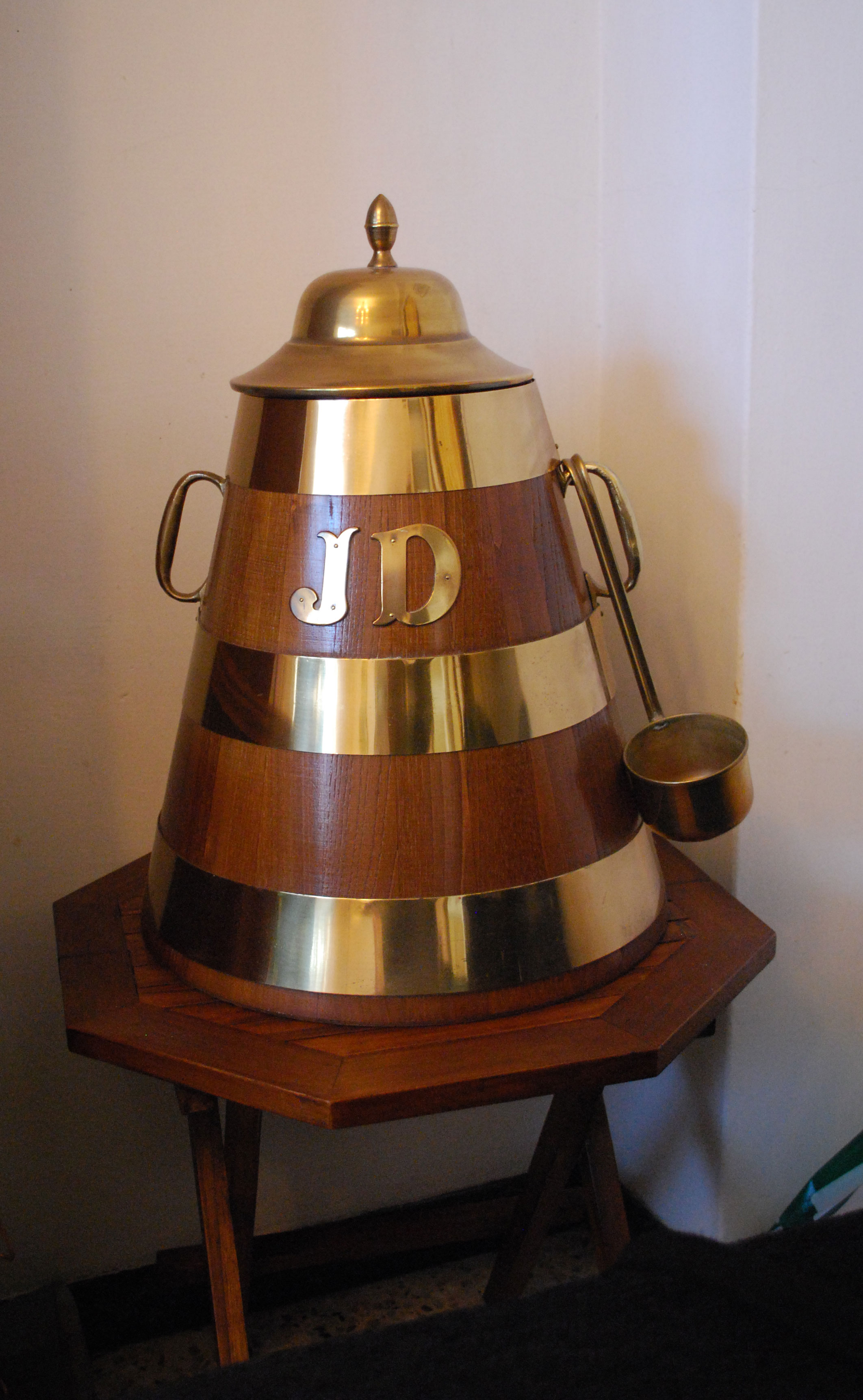
Sella de la Ría de Betanzos (Galicia).
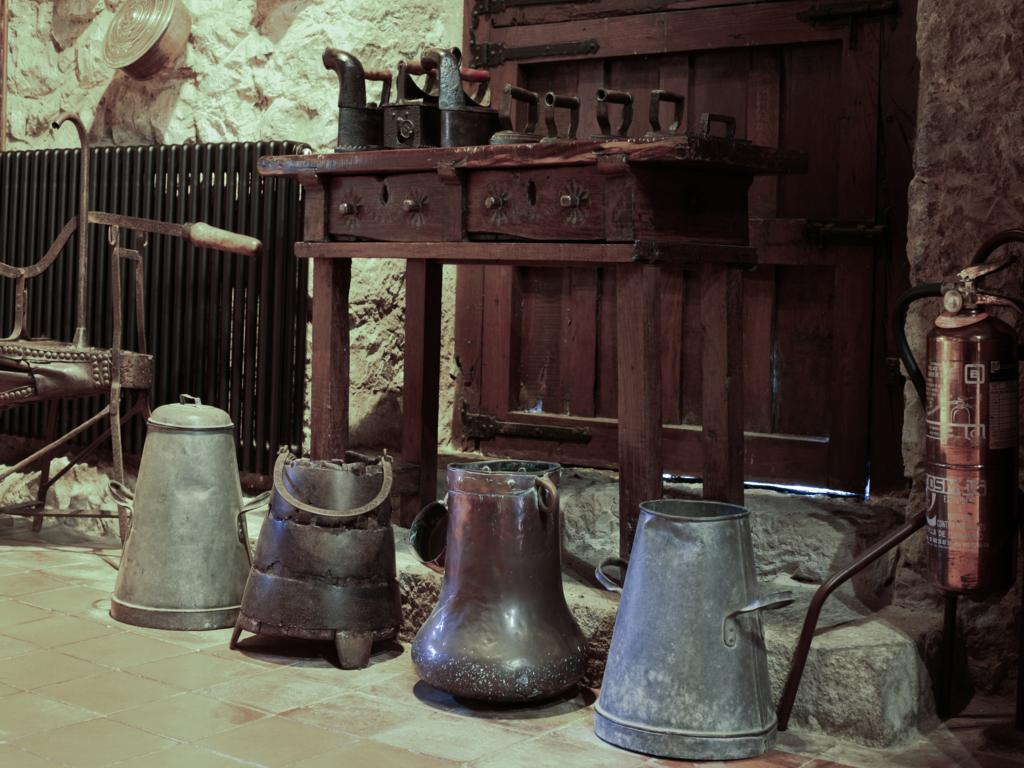
Tipos en el Museo Etnográfico de Cantabria.
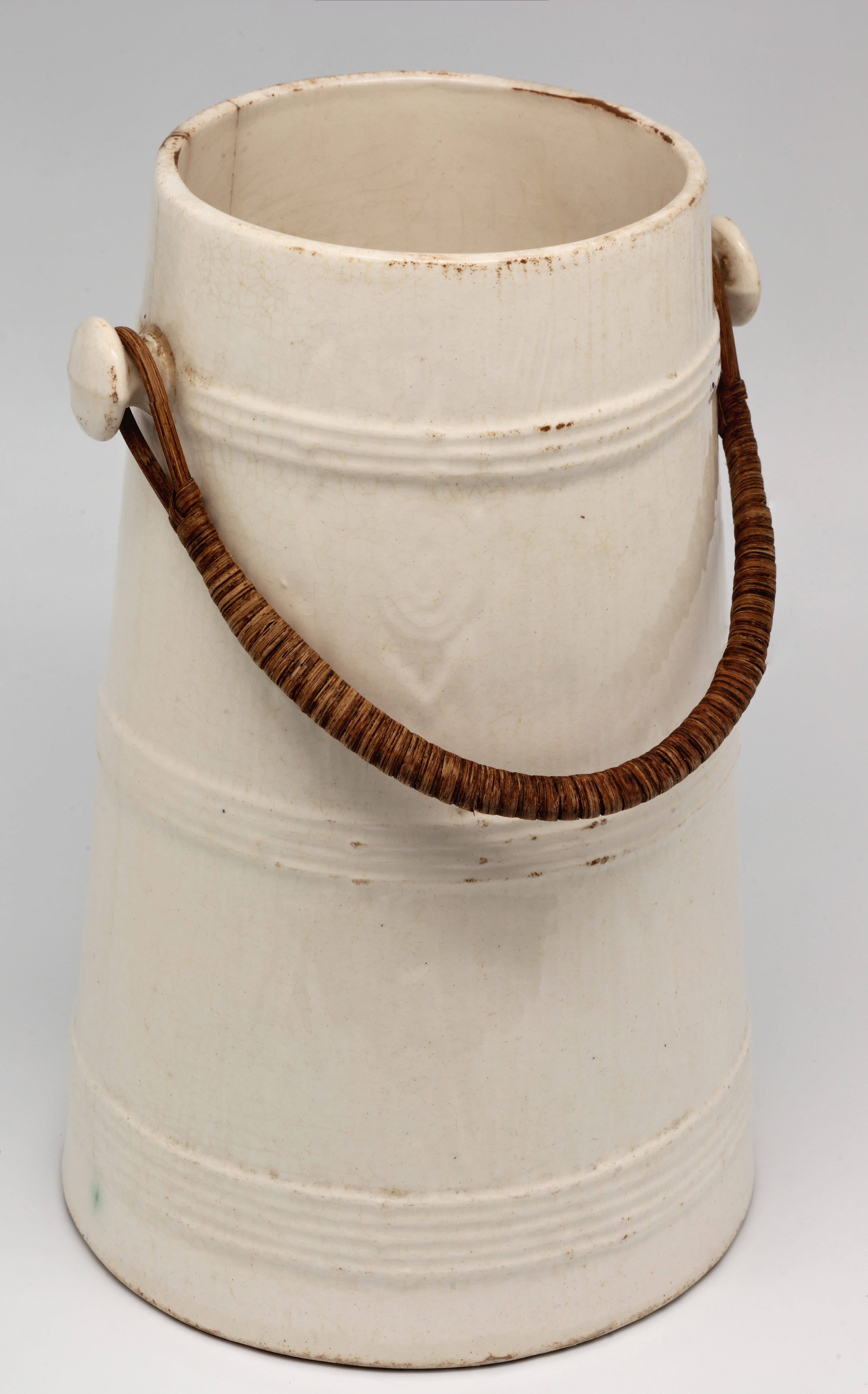
Lechera francesa del siglo XIX, de loza de Creil-Montereau.
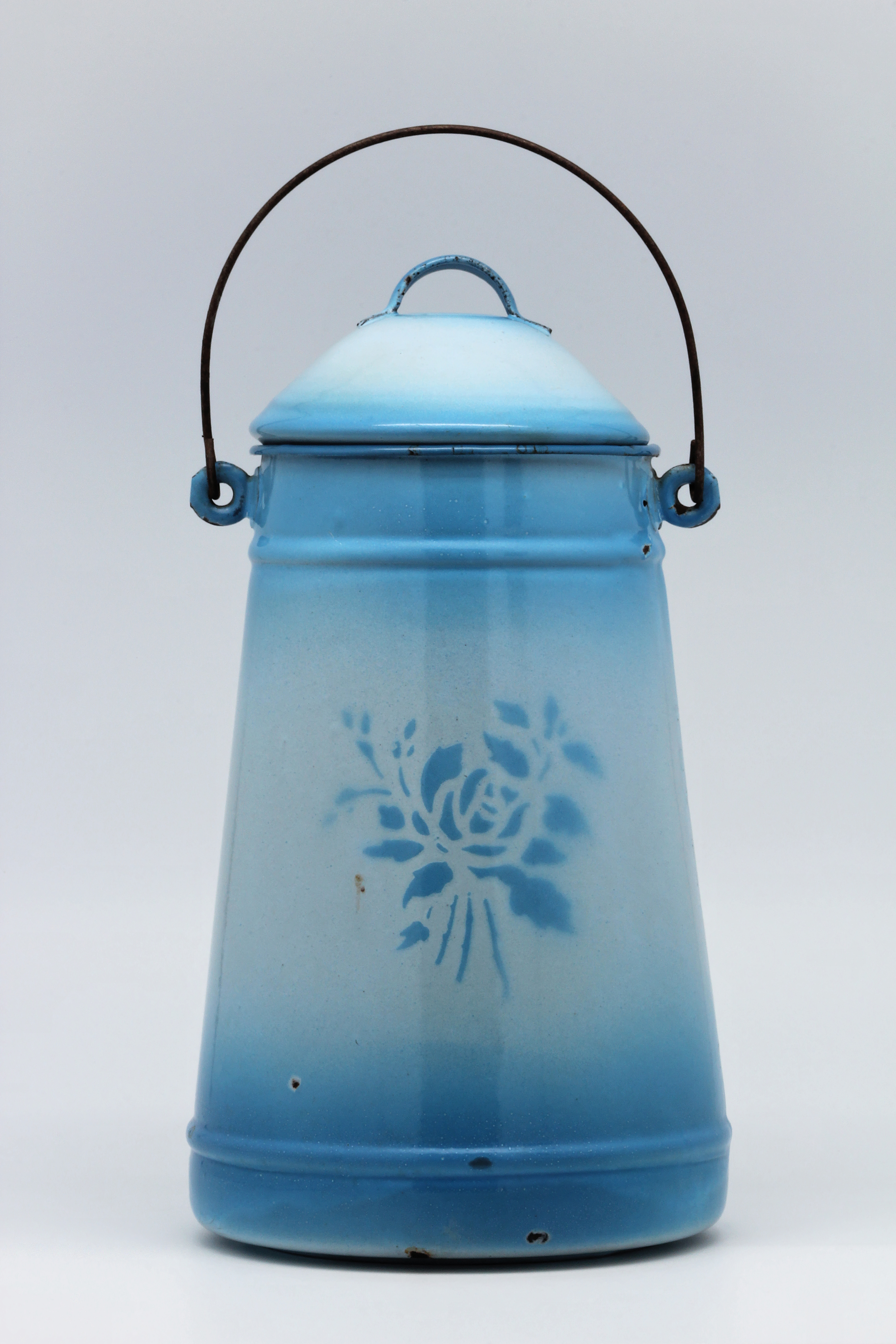
Lechera francesa, de metal esmaltado.